# Alexander Jungbluth

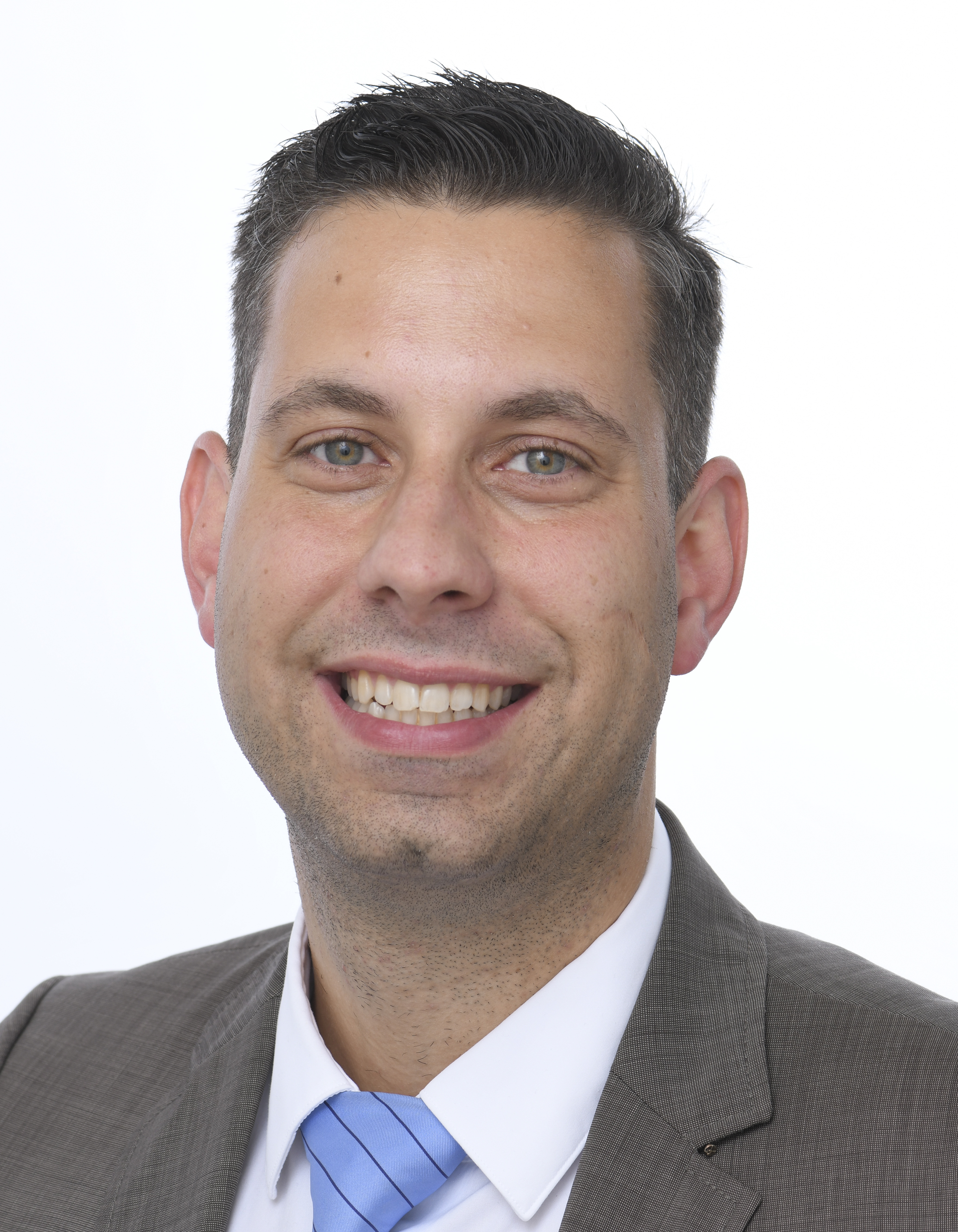
Alexander Jungbluth (2024)

Alexander Jungbluth (* 7. Februar 1987 in Würselen) ist ein deutscher Politiker (AfD) und seit 2024 Mitglied des Europäischen Parlaments.

## Leben
Jungbluth wohnt in Dexheim. Er studierte an der Universität Bonn, hat einen Masterabschluss in Volkswirtschaftslehre und in Wirtschaftswissenschaft und gehört seit dem Studium der Alten Breslauer Burschenschaft der Raczeks zu Bonn an. Später wurde er auch Mitglied der Burschenschaft Germania Halle zu Mainz. Er war Mitarbeiter des AfD-Bundestagsabgeordneten Sebastian Münzenmaier.
Er ist verheiratet und Vater von zwei Kindern.

## Politisches Wirken
2013 trat Jungbluth in die Junge Alternative ein und wurde später deren rheinland-pfälzischer Landesvorsitzender. Bei der Landtagswahl in Rheinland-Pfalz 2021 kandidierte Jungbluth auf Listenplatz 10, konnte jedoch kein Mandat erreichen. Bei der Europawahl 2024 wurde Jungbluth auf Listenplatz 5 ins Europäische Parlament gewählt. Beim Bundesparteitag der AfD im Jahr 2024 schlug Sebastian Münzenmaier Jungbluth für das Amt des stellvertretenden Schatzmeisters vor. Dies war allerdings nicht zulässig, da Jungbluth noch Mitarbeiter bei Münzenmaier war. Folglich musste Jungbluth sein Arbeitsverhältnis noch auf der Bühne kündigen und wurde anschließend mit einer Zustimmung von 74,15 % zum stellvertretenden Schatzmeister gewählt.
Im Europäischen Parlament ist Jungbluth Koordinator seiner Fraktion für den Haushaltsausschuss. Am 23. Oktober 2024 stellte er als zuständiger Fachpolitiker im Europaparlament mehrere Änderungsanträge, die unter anderem mit den Stimmen der EVP-Fraktion angenommen wurden - ein Novum in der Geschichte des Parlaments. Alexander Jungbluth sprach in diesem Kontext von einem "historischen Tag" und einem "riesigen Erfolg".
Für den Bundesvorstand der AfD wurde Jungbluth gemeinsam mit dem Europaabgeordneten Alexander Sell mit der Gründung der Europäischen Partei Europa der Souveränen Nationen beauftragt. Seit deren Gründung ist er der stellvertretende Vorsitzende der ESN-Partei.
Jungbluth kandidierte bei der Wahl am 23. Februar 2025 als Landrat für den Landkreis Mainz-Bingen. Er verpasste den Einzug in die Stichwahl.
Er ist zudem stellvertretender Vorsitzender des AfD-Kreisverbands Mainz-Bingen.

### Politische Positionen
Jungbluth befürwortet einen Austritt Deutschlands aus der Europäischen Union. Weiterhin fordert er, die deutsche Kultur und Küche zu stärken und dafür Dönerläden und Shishabars aus deutschen Städten zu verbannen. Er war gegen die Aufnahme von Schulden während der Corona-Pandemie und möchte tendenziell die Videoüberwachung im öffentlichen Raum ausbauen. Jungbluth sprach sich gegen die freiwillige Aufnahme von Flüchtlingen in Rheinland-Pfalz aus und lehnt die Einführung einer Mietpreisbremse eher ab, stimmt der Zahlung von Geld an Eltern, die ihre Kinder statt in einer Kita zuhause betreuen wollen, zu und befürwortet in den meisten Fällen eine Freiwilligkeit der Grundschulempfehlung für den Besuch einer weiterführenden Schule. Er spricht sich für die finanzielle Förderung von Arztpraxen und Apotheken auf dem Land aus. Die Einführung eines Wahlrechts ab 16 Jahren bei Landtagswahlen lehnt Jungbluth ab. Jungbluth befürwortet den Bau einer zweiten Rheinbrücke zwischen Wörth und Karlsruhe. Ein Verbot von Schottergärten lehnt Jungbluth eher ab.